# Сурани (Прахова)
Сурани (рум. Surani) насеље је у Румунији у округу Прахова у општини Сурани. Oпштина се налази на надморској висини од 362 m.

## Становништво
Према подацима из 2002. године у насељу је живело 1868 становника, од којих су сви румунске националности.

### Хронологија
| Година       | 1992 | 1993 | 1994 | 1995 | 1996 | 1997 | 1998 | 1999 | 2000 | 2001 | 2002 | 2003 | 2004 | 2005 | 2006 | 2007 | 2008 | 2009 | 2010 | 2011 | 2012 | 2013 | 2014 | 2015 | 2016 | 2017 |
| ------------ | ---- | ---- | ---- | ---- | ---- | ---- | ---- | ---- | ---- | ---- | ---- | ---- | ---- | ---- | ---- | ---- | ---- | ---- | ---- | ---- | ---- | ---- | ---- | ---- | ---- | ---- |
| Становништво | 2052 | 2034 | 2006 | 1964 | 1960 | 1967 | 1970 | 1942 | 1943 | 1951 | 1947 | 1935 | 1932 | 1939 | 1958 | 1966 | 1960 | 1966 | 1959 | 1932 | 1909 | 1908 | 1888 | 1879 | 1874 | 1846 |